# Сунзу, Стофира
Стофира Сунзу (англ. Stophira Sunzu), по паспорту Стоппила Сунзу (англ. Stoppila Sunzu; род. 22 июня 1989[…], Чингола, Коппербелт[…]) — замбийский футболист, центральный защитник китайского клуба «Цинань Синчжоу» и сборной Замбии.

## Карьера

### Клубная
Начинал карьеру в замбийских клубах. В сезоне 2008/09 был в аренде во французском «Шатору», за который в официальных матчах не играл. С 2015 года — игрок китайского клуба «Шанхай Шэньхуа». Отдавался в аренду в «Лилль», затем был выкуплен. В 2017 году арендован тульским «Арсеналом».
9 июля 2018 года Сунзу перешёл в «Мец», заплативший за него около 800 тыс. евро. Личный контракт футболиста заключён на два года. 19 октября 2018 года в матче против клуба «Ньор» забил первый гол за новый клуб.

### В сборной
С 2008 года выступает за сборную Замбии. Обладатель Кубка африканских наций 2012 года. В финале против ивуарийцев стал автором победного пенальти в послематчевой серии.

## Достижения
- Победитель КАН: 2012